# Ralph Álvarez
Ralph Álvarez (nacido en 1955 en Cuba) es un empresario cubano-estadounidense y el actual presidente y director de operaciones de McDonald's Corporation.
Antes de convertirse en Presidente y Director de Operaciones, Sr Álvarez obtuvo el cargo de presidente de McDonald's de América del Norte. Antes de eso, fue presidente del McDonald's de los EE. UU. y jefe de operaciones del McDonald's de los EE. UU.
Se graduó de la Universidad de Miami en 1979 con una Licenciatura en Administración de Empresas.
- Datos: Q7287163